# 시크릿 쥬쥬: 마법의 하모니
시크릿 쥬쥬: 마법의 하모니는 시크릿 쥬쥬의 극장판이다.

## 시놉시스
인간 세상의 선과 악의 균형을 지켜온 별의 보석 '쥬비쥬'! 사라진 별의 보석들이 흑화하면서 선샤인빌을 위험에 빠뜨리는데!
별의 여신들과 쥬비쥬의 마음이 모여 완성되는 마법의 하모니로 선샤인빌을 구할 수 있을까?
새롭게 합류한 레드비쥬 & 크림비쥬, 그리고 별의 여신 쥬쥬, 신디, 스텔라, 로사의 새로운 모험이 시작된다!

이제 극장에서 다함께 치링치링 치리링 ♪
함께 불러, 마법의 노래!

## 프롤로그
본편 2기 마지막화부터 시작한다.

## 평가
새로운 OST의 사용과 최초의 극장판 개봉, 즐거움으로 호평이 있었던 반면, 약간의 혹평이 있었다. 특히 네이버에서의 평가는 좋지 않았다고 한다. 일부는 기존 OST를 사용했기 때문.

## 기타
- 시크릿 쥬쥬 최초의 극장판이다.
- CJ ENM이 두 번째로 배급한 영실업의 공동제작 애니메이션 작품이다. (최초로 배급한 영실업의 작품은 또봇: 로봇군단의 습격이다.)
- 롯데시네마에서 최초로 이벤트를 하는 것으로 보인다.